# Скрипт
Скриптовете са компютърни програми, обикновено написани на интерпретаторен език и изпълнявани от съответния интерпретатор. Последният превежда директно скрипта от символен език на машинен език, прескачайки стъпката по генериране на файл с двоичен код, както правят например компилаторите. Заради липсата на компилиран код тези програми обикновено се разпространяват с кода си източник. Това прави скриптовете удобни за бързо разработване от програмиста и дава възможност за промяна от потребителя им.
Системната администрация е традиционна област, в която се използват скриптове и скриптови езици.